# Metroseksueel
Een metroman of metroseksueel is een man die, in tegenstelling tot "traditioneel ingestelde mannen", geïnteresseerd is in persoonlijke verzorging, mode en trends. De term metroseksueel heeft echter niets met de seksuele geaardheid of al dan niet feminine gedrag te maken. Zowel homoseksuele als heteroseksuele mannen kennen "traditioneel ingestelde" als metroseksuele mannen.
Het woord metroman is een neologisme dat in Nederland in 2004 opkwam. Het Engelse woord metrosexual werd voor het eerst gebruikt in 1994 door de Britse journalist Mark Simpson. Hij gebruikte het onder meer in een artikel in 2002, waarin hij voetbalmegaster David Beckham voorstelde met "Meet the metrosexual" ("Ontmoet de metroseksueel"). Beckham werd hierdoor een van de bekendste voorbeelden van een metroman. Andere voorbeelden zijn Dominic Monaghan en Brandon Flowers.
In negatieve connotatie kan een metroseksueel worden vergeleken met een narcist of een dandy.
De naam metroman of metroseksueel is afgeleid van het woord metropool, waar naar alle waarschijnlijkheid de eerste metroseksuelen leefden.
In 2005 probeerden de auteurs van het boek Future of Men (Marian Salzman, Ira Matathia, Ann O'Reilly) de term überseksueel te introduceren voor mannen die minder op een vrouwelijke manier met hun uiterlijk bezig zijn, maar wel de culturele ontwikkeling en passie van de metroseksueel hebben. Volgens de auteurs zou de überseksueel de opvolger van de metroseksueel zijn, maar de term werd nooit zo bekend.